# Điểm sương

Đồ thị sự phụ thuộc của điểm sương theo nhiệt độ không khí đối với một số giá trị độ ẩm tương đối.

Điểm sương hay còn gọi là điểm ngưng sương, nhiệt độ hóa sương (tiếng Anh: dew point) của một khối không khí, ở áp suất khí quyển cố định, là nhiệt độ mà ở đó thành phần hơi nước trong khối không khí ngưng đọng thành nước lỏng. Nói cách khác, điểm sương là nhiệt độ mà độ ẩm tương đối của khối không khí đạt đến 100%.
Khi điểm sương thấp hơn điểm đóng băng, thì nó gọi là điểm băng giá, thay vì tạo ra sương, nó sẽ tạo ra sương giá hay sương muối do sự ngưng đọng.
Điểm sương không phụ thuộc vào sự hiện diện của oxy, nitơ hay các chất khí khác hơi nước trong không khí. Sự hình thành của sương có thể xảy ra ở điểm sương ngay cả khi khí duy nhất tồn tại trong hỗn hợp không khí là hơi nước.
Khi nhiệt độ cao hơn điểm sương thì áp suất thành phần của hơi nước tăng lên và nước có thể bay hơi vào không khí.
Điếm sương xác định độ ẩm tương đối. Khi độ ẩm tương đối cao, điểm sương gần với nhiệt độ hiện tại của không khí. Nếu độ ẩm tương đối là 100%, điểm sương sẽ bằng hoặc cao hơn nhiệt độ không khí lúc đó. Nếu độ ẩm tương đối giảm điểm sương sẽ thấp hơn đối với cùng một nhiệt độ của khối không khí.
Nhiều người có cảm thấy khó chịu với điểm sương cao. Những người đã quen với khí hậu lục địa thông thường bắt đầu cảm thấy khó chịu khi điểm sương đạt tới khoảng 15° - 20°C. Phần lớn những người sống trong khu vực này sẽ cho rằng điểm sương trên 21 °C là rất ngột ngạt.